# Indian Springs (Georgia)
Indian Springs – jednostka osadnicza w Stanach Zjednoczonych, w stanie Georgia, w hrabstwie Catoosa.